# Чеишоара (Бихор)
Чеишоара (рум. Ceișoara) насеље је у Румунији у округу Бихор у општини Чеика. Oпштина се налази на надморској висини од 169 m.

## Становништво
Према подацима из 2002. године у насељу је живело 696 становника, од којих су сви румунске националности.